# Суперкубок России по регби 2015
Второй Суперкубок России по регби прошёл в субботу 9 мая 2015 года в Махачкале. В матче встретились обладатель кубка и чемпион России 2014 года красноярский «Енисей-СТМ» и финалист Кубка России 2014 московская «Слава». Второй раз подряд титул завоевал «Енисей-СТМ».

## Дата и место проведения
По инициативе Федерации регби Республики Дагестан руководством Регбийной премьер-лиги было принято решение провести поединок за Суперкубок России по регби 2015 года в Махачкале. Датой проведения был выбран день празднования 70-летия Победы в Великой Отечественной войне — 9 мая.

## Подробности
| 9 мая 2015 18:00 MSK | Енисей-СТМ                                                                                | 27:3 (10:3) | Слава              | Динамо, Махачкала Судья: Михаил Лебедев (Москва) |
| 9 мая 2015 18:00 MSK | Попытки: Серков, Саулите, Речнев Реализации: Кушнарёв (2), Ильенко Штрафные: Кушнарёв (2) | Отчёт       | Штрафные: Журавлёв | Динамо, Махачкала Судья: Михаил Лебедев (Москва) |